# Léon Charve

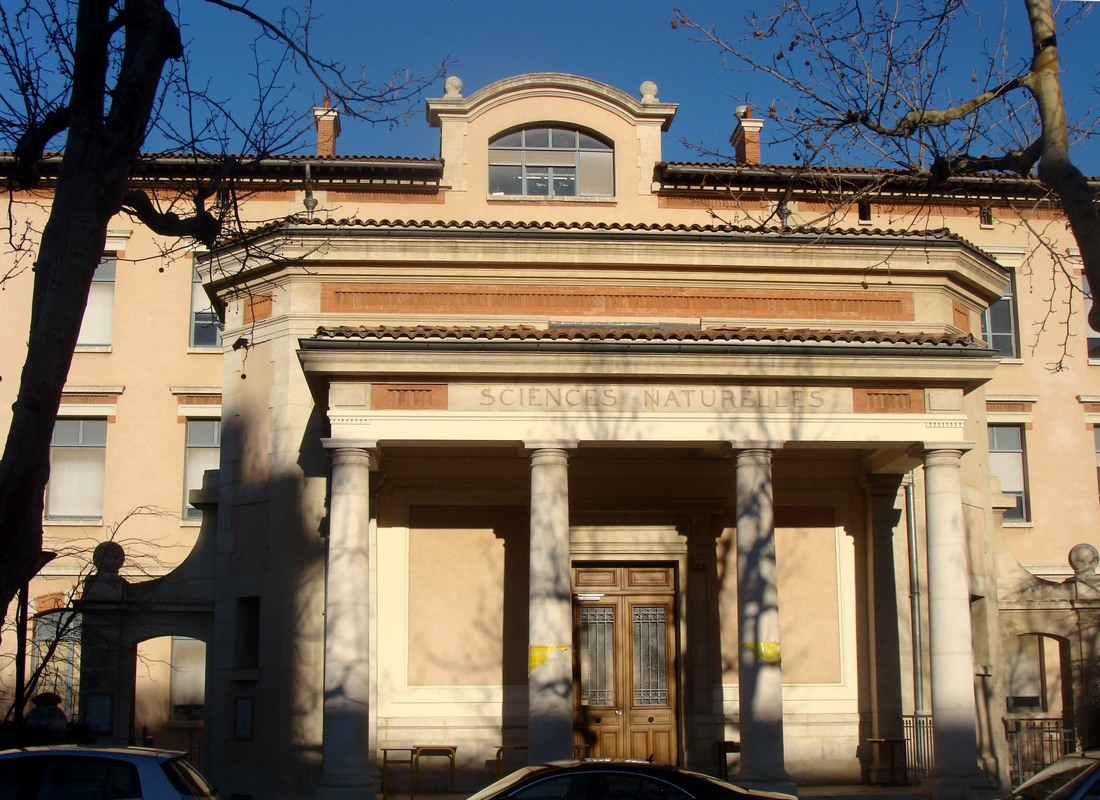
Bâtiment des sciences naturelles sur le site Saint-Charles.

Léon Charve (ou parfois Charves), né le 17 novembre 1849 à Chalon-sur-Saône, et mort le 12 septembre 1937 à Ruffey-sur-Seille, est un mathématicien français, professeur à la Faculté des sciences de Marseille et doyen de cette Faculté. Il a travaillé à la classification arithmétique des formes quadratiques.

## Biographie
Léon Charve est le fils d’Henriette Dulaurent et de Claude Agnan Charve, un instituteur du Jura qui avait ouvert une école privée à Chalon-sur-Saône. Après des études à Chalon, il est élève pendant en 1868-1869 en classe préparatoire au Collège Sainte-Barbe, à Paris, où il a comme professeur Théodore Moutard. Après un an seulement, il est admis premier à l’École normale supérieure en 1869, dans la même promotion que Gaston Floquet.
Bien que dispensé des obligations militaires, Charve s’engage lors de la guerre franco-prussienne de 1870, ses actions lui valant de recevoir la Légion d’honneur en 1871. Après l’agrégation de mathématiques en 1873, où il est encore premier,, il est nommé professeur de mathématiques spéciales au lycée d’Alger. Il y passe deux ans avant de revenir à Paris comme agrégé-préparateur pour les mathématiques à l’École normale supérieure.
Il obtient finalement un poste à la Faculté des sciences de Marseille, d’abord comme chargé de cours, puis, après la soutenance de sa thèse de doctorat de mathématiques, comme professeur à la chaire de mécanique rationnelle et appliquée à partir de 1881.
C'est de son installation dans le sud de la France que date son mariage : il épouse Marie Louise Julie Lombard, originaire de Arles, le 18 octobre 1879 à Marseille. Ils auront quatre enfants : le fils aîné devient ingénieur centralien ; des trois filles, l'une meurt en bas âge, la deuxième fille épouse un universitaire, Henri Lalouel, professeur de droit à Nancy, et la dernière épouse le polytechnicien André Perdrix, fils d'un professeur de chimie à la Faculté des sciences de Marseille ami de Charve.
Charve se consacre ensuite essentiellement à son enseignement, donnant « dans son cours une place prépondérante aux applications : statique graphique, calcul des voûtes, résistance des matériaux ». Il fait aussi partie de jurys d’agrégation de 1888 à 1896, pour  l’enseignement spécial d’abord, puis pour les mathématiques. Présenté par Paul Appell et Jules Tannery, Charve est par ailleurs élu membre de la Société mathématique de France le 5 février 1896 et le reste jusqu'à la fin de sa vie,.
Parallèlement, républicain convaincu, il s’engage dans la vie politique locale et dans l’administration universitaire. Il est conseiller municipal et adjoint au maire de Marseille chargé de l'Instruction publique en 1884, mais démissionne rapidement. Il accepte ensuite d'être doyen de la Faculté des sciences de Marseille de 1899 à 1910. L’université  est répartie sur deux villes, Aix et Marseille, cette dernière hébergeant la seule partie scientifique. Charve cherche, sans succès, à faire transférer sur Marseille les Facultés d’Aix, dont les effectifs sont alors très faibles, ainsi que les services administratifs de l’université. Il s’efforce surtout d’obtenir une amélioration des laboratoires et des installations marseillaises, en achetant ou faisant acheter de nouvelles propriétés, pour l’université, mais aussi pour l’École d’ingénieurs. Il joue ainsi un rôle important  dans la décision de construire une nouvelle Faculté des sciences sur le site de Saint-Charles.

## Travaux
Léon Charve a très peu publié. Ses résultats s’inscrivent dans la lignée de ceux de Charles Hermite sur la classification arithmétique des formes quadratiques.

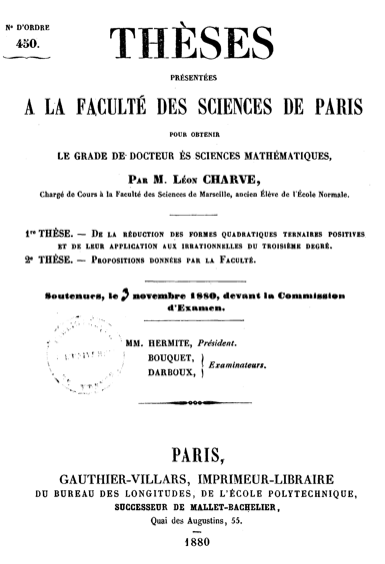
Page titre de la thèse de Léon Charve

Dans le cas des formes quadratiques à deux variables et à coefficients entiers, une classification est donnée dans les Disquisitiones arithmeticae de Carl Friedrich Gauss, en 1801. Elle sert de modèle aux travaux des décennies suivantes, qui s'intéressent à d'autres domaines de coefficients ou à un plus grand nombre de variables. Une première étape définit l'équivalence entre deux formes : deux formes sont considérées comme équivalentes (on dit aussi qu'elles sont dans la même classe) quand elles se déduisent l'une de l'autre par un changement de variables linéaire, inversible, dont les coefficients obéissent à certaines contraintes. Par exemple, pour une classification arithmétique, comme celle qui intéresse Charve, les coefficients des changements de variables sont entiers. Une deuxième étape consiste à trouver dans chaque classe des représentants particulièrement simples (et même si possible un représentant unique), par exemple avec de petits coefficients : on les appelle des formes réduites. Il s'agit alors d'étudier la réduction, c'est-à-dire les changements de variables qui transforment une forme donnée en une forme réduite de la même classe, ainsi que ceux qui conservent la forme.
Charve traite d'abord le cas des formes quadratiques ternaires définies positives (c'est-à-dire des formes quadratiques à trois variables qui ne prennent que des valeurs positives). Plusieurs méthodes avaient déjà été proposées pour définir dans ce cas des formes réduites, toutes assez compliquées. C'est Hermite qui suggère à Charve d’utiliser une méthode toute récente proposée par le mathématicien allemand Eduard Selling : celui-ci définit les formes réduites au moyen d’inégalités simples et explicites sur leurs coefficients. Charve peut alors mener à bien la classification cherchée et surtout utiliser ces résultats pour poursuivre un programme lancé par Hermite dès 1847: il construit des formes quadratiques à l'aide de nombres algébriques qui sont solutions d'équations du troisième degré et, grâce à sa classification, prouve de nouvelles propriétés pour ces nombres.
Hermite est enthousiaste : « Vous avez entrepris de faire ce que j’aurais dû faire moi-même, si d’autres recherches ne m’avaient détourné de l’arithmétique, en tirant d’une théorie abstraite des applications et des résultats effectifs. » Ce travail constitue la thèse de doctorat de Charve, qu’il soutient le 3 novembre 1880. Dans son rapport, Hermite précise : « Personne avant M. Charve n’avait donné d’exemples numériques de la périodicité des opérations, tant les calculs semblent offrir de difficultés et de complications [...] Cette thèse [...] est une des plus remarquables qui aient été soumises à la Faculté,.»
Charve étend ensuite avec succès son approche aux formes à 4 variables, montrant en particulier que la forme réduite équivalente à une forme donnée est unique et que la réduction s’obtient à l’aide de l’emploi répété de deux transformations seulement . Il publie aussi la liste des formes réduites pour les déterminants inférieurs à 20.

## Publications
- Léon Charve, « De la réduction des formes quadratiques ternaires positives et de son application aux irrationnelles du troisième degré », Annales de l’École normale supérieure, 2e série, vol. 9,‎ 1880, p. 3-156 (lire en ligne, consulté le 15 avril 2024).
- Léon Charve, « De la réduction des formes quadratiques quaternaires positives », Annales de l’École normale supérieure, 2e série, vol. 11,‎ 1882, p. 119-134 (lire en ligne, consulté le 15 avril 2024).
- Léon Charve, « Table des formes quadratiques quaternaires réduites dont le déterminant est égal ou inférieur à 20 », Comptes rendus hebdomadaires des séances de l’Académie des sciences, vol. 96,‎ 1883, p. 773-777.

## Honneurs
Léon Charve a été nommé chevalier de la Légion d’honneur en 1871 pour ses actions pendant la guerre franco-prussienne de 1870, puis promu officier en 1910.
Dès 1921, lors de la retraite de Léon Charve, il est proposé que l’amphithéâtre de l’Institut de mathématiques et de physique de l’université soit baptisé « Amphithéâtre Léon Charve », mais, à la demande de l’intéressé, le nom ne sera adopté qu’après son décès en avril 1938,.
Une rue du 7e arrondissement de Marseille porte le nom de rue Léon-Charve.